# Тјери Дисотоар
Тјери Дисотоар (енгл. Thierry Dusautoir; 18. новембар 1981) професионални је рагбиста, репрезентативац Француске и играч Тулуза, који је 2011. проглашен за најбољег рагбисту на свету.

## Биографија
Висок 188 цм, тежак 100 кг, Дисотоар је у каријери пре Тулуза играо за Коломјер, Олимпик Бијариц и Бордо биглсе. За "галске петлове" је одиграо 78 тест мечева и постигао 6 есеја. Дао је есеј против Новог Зеланда у финалу светског купа 2011.